# هاچاو
هاچاو (ارمنی: Հաճավ)؛ اکتبرکند (ترکی آذربایجانی: Oktyabrkənd) یک منطقهٔ مسکونی در جمهوری آرتساخ است که در استان شاهومیان واقع شده‌است.